# Ahmed Al Mansoori
Ahmed Al Mansoori, né le 8 janvier 1990, est un coureur cycliste émirati.

## Palmarès sur route

### Par années
- 2010
  -  Champion des Émirats arabes unis du contre-la-montre juniors
- 2014
  -  Médaillé d'or du contre-la-montre par équipes au championnat arabe des clubs[n 1]
  - 2e du championnat des Émirats arabes unis du contre-la-montre
- 2016
  - 2e du championnat des Émirats arabes unis du contre-la-montre
  - 2e du championnat des Émirats arabes unis sur route
- 2017
  - 3e du championnat des Émirats arabes unis sur route
- 2018
  - 3e du championnat des Émirats arabes unis sur route
- 2021
  - 2e du championnat des Émirats arabes unis du contre-la-montre
- 2022
  - Grand Prix Sakia El Hamra
  - 2e du Grand Prix Oued Eddahab
- 2023
  -  Champion des Émirats arabes unis sur route

### Classements mondiaux
| Année                                 | 2014 | 2015 | 2016 | 2017  | 2018  | 2019  | 2020 | 2021 | 2022  | 2023 |
| ------------------------------------- | ---- | ---- | ---- | ----- | ----- | ----- | ---- | ---- | ----- | ---- |
| Classement mondial                    |      |      | nc   | 3025e | 2699e | 1717e | nc   | 985e | 1881e | 627e |
| UCI Asia Tour                         | 370e | nc   | nc   | 633e  | nc    | 142e  | nc   | 35e  | 184e  | 37e  |
| UCI Africa Tour                       | nc   | nc   | nc   | nc    | 249e  |       |      |      |       |      |
|                                       |      |      |      |       |       |       |      |      |       |      |
| Légende : nc = non classéSource : UCI |      |      |      |       |       |       |      |      |       |      |

## Palmarès sur piste
- 2022
  -  Médaillé d'or de la course scratch des Jeux de la solidarité islamique
  -  Médaillé d'argent de l'omnium des Jeux de la solidarité islamique
  -  Médaillé de bronze de la course aux points des Jeux de la solidarité islamique
- 2023
  -  Champion des Émirats arabes unis du scratch
  -  Champion des Émirats arabes unis de course aux points
  -  Champion des Émirats arabes unis de l'élimination
  -  Champion des Émirats arabes unis de l'omnium
  - 2e du championnat des Émirats arabes unis de poursuite
  -  Médaillé de bronze de l'omnium des Jeux asiatiques
- 2024
  -  Champion des Émirats arabes unis du scratch[1]
  - 2e du championnat des Émirats arabes unis de l'omnium[1]
  - 2e du championnat des Émirats arabes unis de course aux points[1]
- 2025
  -  Champion des Émirats arabes unis de l'élimination[2]
  -  Champion des Émirats arabes unis de l'omnium[2]